# Tungvikt i boxning vid olympiska sommarspelen 1984
Resultat från boxning vid olympiska sommarspelen 1984 och herrarnas tungvikt. De 11 boxarna vägde under 91 kg. Tävlingarna arrangerades i Los Angeles.

## Medaljörer
| Klass    | Guld                | Silver                | Brons                             |
| Tungvikt | Henry Tillman · USA | Willie DeWit · Kanada | Angelo Musone · Italien           |
| Tungvikt | Henry Tillman · USA | Willie DeWit · Kanada | Arnold Vanderlyde · Nederländerna |

## Resultat

### Första rundan
| Vinnare             | Resultat      | Förlorare            |
| Första rundan       | Första rundan | Första rundan        |
| ------------------- | ------------- | -------------------- |
| Håkan Brock (SWE)   | RSC-2         | Magne Havnå (NOR)    |
| Alex Stewart (JAM)  | KO-2          | Virgilio Frias (DOM) |
| Kaliq Singh (IND)   | 5-0           | Nassam Ajjoub (SYR)  |
| Angelo Musone (ITA) | 5-0           | James Omondi (KEN)   |

### Andra rundan
| Vinnare                      | Resultat     | Förlorare               |
| Andra rundan                 | Andra rundan | Andra rundan            |
| ---------------------------- | ------------ | ----------------------- |
| Georgios Stefanopoulos (GRE) | KO-2         | Douglas Young (GBR)     |
| Arnold Vanderlyde (NED)      | 4-1          | Egerton Forster (SLE)   |
| Willie DeWit (CAN)           | 5-0          | Mohamed Bouchiche (ALG) |
| Dodovic Owiny (KEN)          | RSC-2        | Michael Kenny (NZL)     |
| Henry Tillman (USA)          | RSC-1        | Marvin Perez (BOL)      |
| Tevita Taufoou (TGA)         | 4-1          | Loi Faateete (SAM)      |
| Håkan Brock (SWE)            | 5-0          | Alex Stewart (JAM)      |
| Angelo Musone (ITA)          | WO           | Kaliq Singh (IND)       |

### Kvartsfinaler
| Vinnare                 | Resultat      | Förlorare                    |
| Kvartsfinaler           | Kvartsfinaler | Kvartsfinaler                |
| ----------------------- | ------------- | ---------------------------- |
| Arnold Vanderlyde (NED) | 5-0           | Georgios Stefanopoulos (GRE) |
| Willie DeWit (CAN)      | KO-1          | Dodovic Owiny (KEN)          |
| Henry Tillman (USA)     | RSC-2         | Tevita Taufoou (TGA)         |
| Angelo Musone (ITA)     | 5-0           | Håkan Brock (SWE)            |

### Semifinaler
| Vinnare             | Resultat    | Förlorare               |
| Semifinaler         | Semifinaler | Semifinaler             |
| ------------------- | ----------- | ----------------------- |
| Willie DeWit (CAN)  | 3-2         | Arnold Vanderlyde (NED) |
| Henry Tillman (USA) | 5-0         | Angelo Musone (ITA)     |

### Final
| Vinnare             | Resultat | Förlorare          |
| Final               | Final    | Final              |
| ------------------- | -------- | ------------------ |
| Henry Tillman (USA) | 5-0      | Willie DeWit (CAN) |